# Шнайдер, Вилли (спортсмен)
Вилли Шнайдер (нем. Willi Schneider; род. 12 марта 1963, Медиаш, Румыния) — немецкий скелетонист, выступавший за сборную Германии с 1992 по 2002 год. Чемпион мира, обладатель Кубка мира, участник зимних Олимпийских  игр в Солт-Лейк-Сити, многократный чемпион национального первенства. После окончания карьеры профессионального спортсмена успешно работал главным тренером сборных Канады и США, ныне[когда?] — старший тренер сборной России.

## Биография
Вилли Шнайдер родился 12 марта 1963 года в городе Медиаш, Румыния.

### Спортивная карьера
Активно заниматься скелетоном начал с ранних лет, в 1992 году прошёл отбор в национальную сборную и стал принимать участие в крупнейших международных стартах, показывая довольно неплохие результаты. Первые медали на этапах Кубка мира выиграл в январе 1994 года, приехав третьим на трассах в австрийском Иглсе и швейцарском Санкт-Морице. На чемпионате мира 1995 года в норвежском Лиллехаммере был близок к призовым местам, но по итогам всех заездов оказался лишь на пятой позиции.
Наиболее успешным в карьере Шнайдера получился 1998 года, когда он выиграл мировое первенство в Санкт-Морице и стал обладателем мирового кубка, расположившись в рейтинге сильнейших скелетонистов на первой строке. В следующем сезоне на домашнем чемпионате мира в Альтенберге пытался повторить успех, но вынужден был довольствоваться бронзовой наградой. Благодаря череде удачных выступлений удостоился права защищать честь страны на зимних Олимпийских играх 2002 года в Солт-Лейк-Сити, где впоследствии финишировал девятым. Сразу после этих заездов принял решение завершить карьеру профессионального спортсмена, уступив место молодым немецким скелетонистам.

### Тренерская карьера
Перестав выступать, Шнайдер не ушёл из скелетона, став главным тренером сборной Канады. На этой должности подготовил многих известных спортсменов, в том числе тех, кто под его руководством завоёвывал медали на Играх 2006 года в Турине: был тренером золотого медалиста Даффа Гибсона, выигравшего серебро Джеффа Пэйна и обладательницы бронзовой награды Меллисы Холлингсуорт. Продолжая сотрудничество с канадцами, на Играх 2010 года в Ванкувере привёл к чемпионству Джона Монтгомери.
После окончания контракта с канадцами перешёл в команду США, однако продержался там только два года, не сумев добиться существенных результатов.
В 2012 году возглавил сборную России по скелетону.

## Награды
- Орден Дружбы (22 марта 2014 года, Россия) — за большой вклад в развитие международного олимпийского и паралимпийского движения и заслуги в подготовке российских спортсменов[3]